# スウェーデン王立工科大学

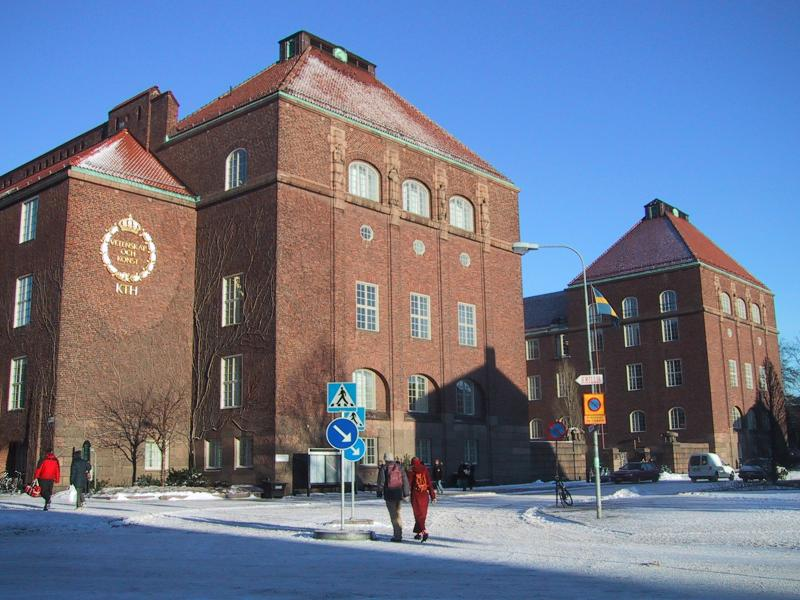
本部キャンパス、2002年撮影

王立工科大学（おうりつこうかだいがく、スウェーデン語: Kungliga Tekniska högskolan, 英語: KTH Royal Institute of Technology、略称: KTH）は、スウェーデンの首都ストックホルムにある同国および北欧最大の工科大学である。スウェーデンの研究と工学教育の3分の1は同大学で行われている。 
1827年にTeknologiska institutet（スウェーデン語で「国立技術院」の意）として創立された同大学は、その起源をクリストフェル・プールヘムによって1697年に設立されたLaboratorium mechanicumにまで遡る。同施設は教育技術、実験室、および展示スペースを組み合わせたものであった。現在の名称であるKungliga Tekniska högskolanとなったのは1877年のことである。在位中のスウェーデン国王、カール16世グスタフは同大学の後援者であり、それはKungliga（スウェーデン語で「王立」の意）の名にみることができる。 
ヨーロッパ有数の工科大学であり、特に機械工学、材料科学、電気・電子工学、建築学の評価が高い。これらの学問において同大学は各世界大学ランキングで30位以内に安定的にランクインしている。2024年のQS世界大学ランキングにおいて同大学は総合で世界73位、欧州15位であった。
モットーは "Vetenskap och konst"（直訳で「科学と芸術」）であり、校章にもその文言が記されている。

## 歴史
KTHの前身は、前述のように1697年にクリストフェル・プールヘムによって設立された。プールヘムは、スウェーデンの機械工学の父と見なされている。彼の築いた施設は1798年にMekaniska Skolan（スウェーデン語で「機械学校」の意）が設立されるまで、実用的な機械工学教育を提供する施設として使用された。その後Mekaniska Skolanは、19世紀初頭にヨーロッパ諸国でポリテクニックが設立されたことを受け、Teknologiska institutetと名称を変え、近代的な大学として再構成された。
1827年当初、同大学には化学の教授が1名、物理学の教授が1名在籍するにとどまり、クラスは機械工学と化学工学のクラスが1組づつあるのみであった。教育も非常に初歩的なレベルであり、工学というよりもむしろ当時国内の主要産業であった都市開発と鉱山開発を進める職人としての技術研鑽に焦点を当てていた。1840年代後半から学生の最低年齢が16歳と設定され、また入学試験が導入されたことにより、学内で適切な技術教育が行われるようになった。
1850年代後半に大学は拡大の時期を迎えた。1863年には大学専用の建物を建設し、 1867年には、それまでのカリキュラムを刷新し、大学が科学的な教育を学生に提供することを保証することが明示された。1869年には、ファールンの鉱山学校がストックホルムに移転し、同大学と合併され、1871年には、マリーベリーの高等砲兵学校の土木工学コースを吸収合併した。

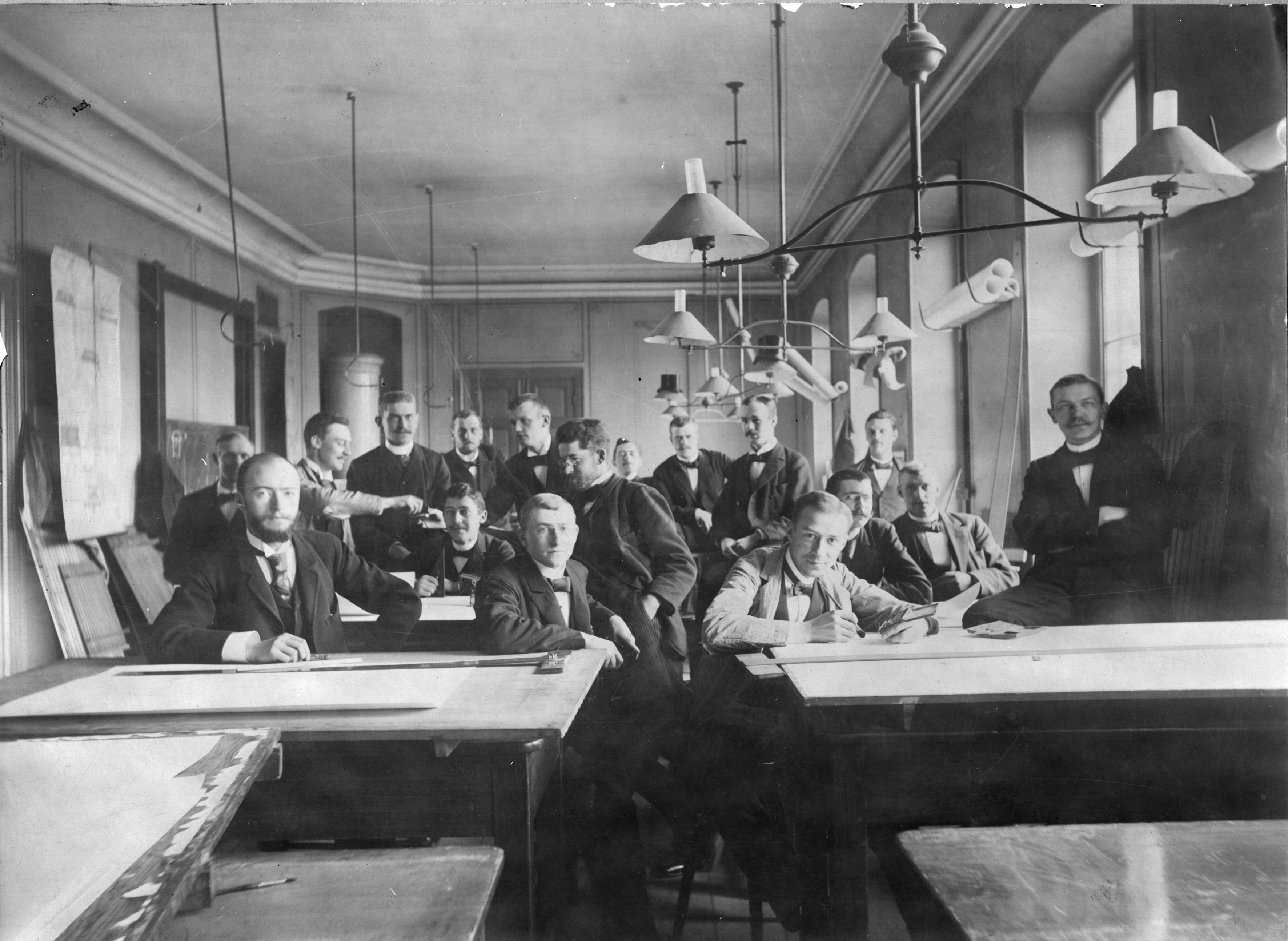
KTH学内の様子、1891年撮影

1877年に同大学は現在の名称に変更され、地位もinstitut（ここでは「研究所」の意）からhögskola（ここでは「大学」の意）に変わり、一部のコースが3年から4年に延長された。またカリキュラムに建築が追加された。
1915年よりKTHが授与する学位は法的に認められるようになり、 19世紀末にはKTHの卒業生に対してcivilingenjör（直訳で「土木工学士」）のタイトルを使用することが一般的になった。このタイトルは、建築および建設関連の科目を学んだ者だけでなく、すべてのエンジニアに使用された。 唯一の例外は鉱山技術者で、彼らはbergsingenjör（直訳で山岳エンジニア）と呼ばれた。 しばらくの間civilingenjörのタイトルは「KTH卒業生」と等価だったが、1937年にヨーテボリのチャルマース工科大学がスウェーデンで2番目の工科大学としてこのタイトルを使用することが許可された。

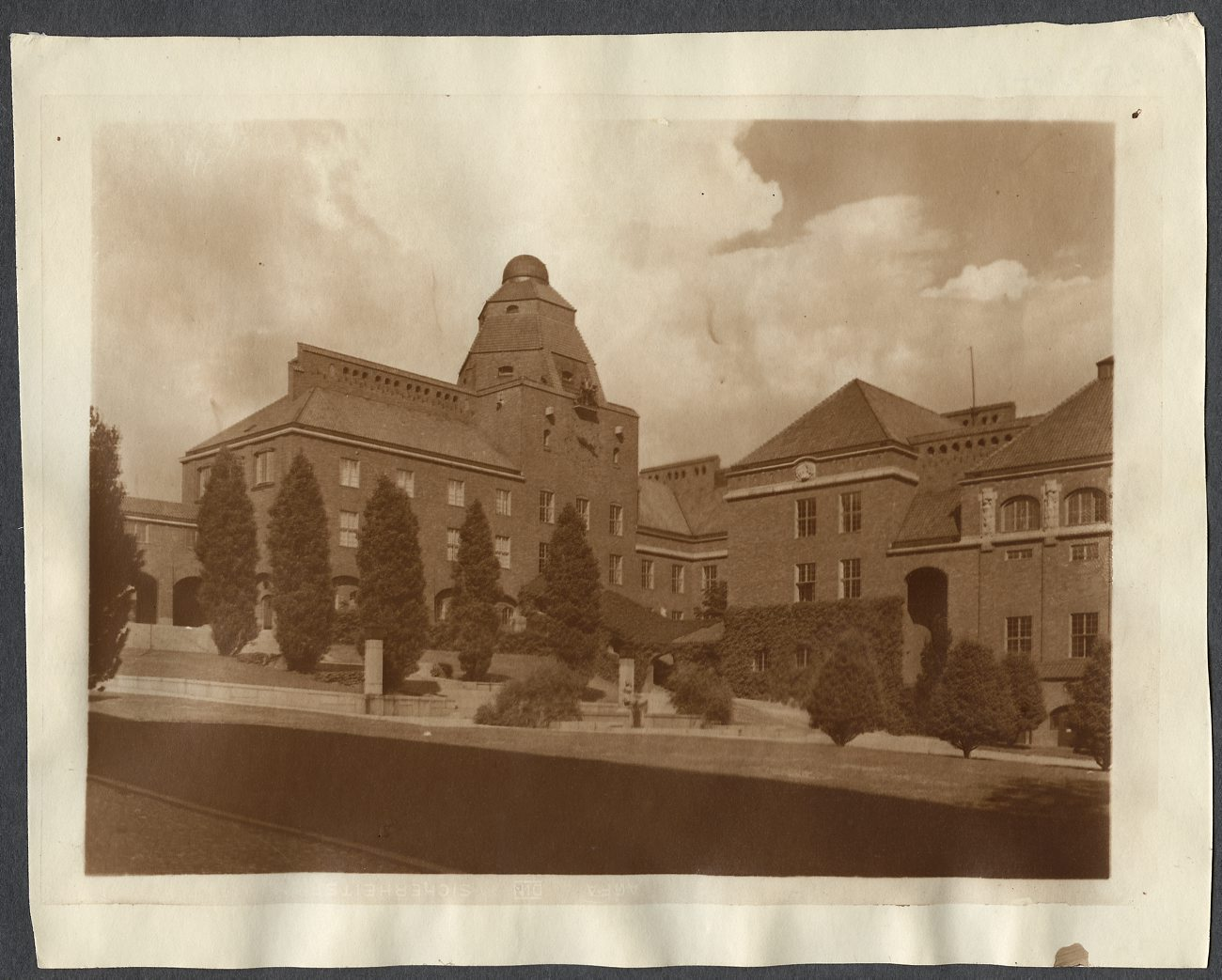
1917年に建設されたキャンパス

1917年に新しいキャンパスが建造され、現在もそのほとんどがキャンパスとして使用されている。
20世紀初頭まで、KTHのような技術大学において「研究」は中心的な活動とは見なされておらず、博士号の取得を志す学生はKTHを卒業した後、一般的な大学で研究を行わなければならなかった。 1927年になってKTHは独自の博士号を授与する権利を与えられ、Teknologie doktor（直訳で「技術博士」）という名称の下、5人の博士が1929年に誕生した。
1989年から、スウェーデンの市立工業学校の工科系の短期プログラムが徐々に大学制度に移行され、1995年からは現行制度である3年間の課程となった（学士課程）。 これによる生徒の増加や授業内容の拡大を受け、KTHは、ストックホルム周辺に新たに複数のキャンパスを新設した。
現在、スウェーデンの研究と工学教育の3分の1はKTHで行われている。 2023年現在、大学には世界中から集まった約17,000人の学生が在籍している。

## 教育・研究分野
自然科学および工学の理工系分野のほとんどの領域の教育・研究が行われている。また、経営学・経済学の教育・研究も行われている。

### 学部・学科
KTHは大きく5つの学部に分けられており、各学部は独立してそれぞれ教育・研究を行っている。学部の内訳は以下の通りである。
- School of Architecture and the Built Environment
- School of Electrical Engineering and Computer Science
- School of Engineering Sciences
- School of Engineering Sciences in Chemistry, Biotechnology and Health
- School of Industrial Engineering and Management

学部教育のほとんどはスウェーデン語で実施されている。一方、修士課程以降は授業・研究共にすべてが英語で実施されている。修士課程には63のプログラムが存在する。

### 経営学・経済学分野と産学連携
理工系大学でありながら、経営学・経済学関連分野での教育・研究が活発に行われている。サイエンス・イノベーション研究センター（Centre of Excellence for Science and Innovation Studies）、金融研究センター（Centre for Banking and Finance）、ビジネスイノベーション研究センター（Center for Business Innovation and Technology-based Entrepreneurship）などの経営、経済学分野の研究所も設置されている。
近年、KTHはアントレプレナーシップに力を入れており、KTH Innovationをはじめ多数の大学関連施設・団体が学生のアイデアの具現化や起業のサポートを行っている。KTH Innovationからは2023年現在で450企業を超えるスタートアップが誕生している。
また、学生の起業をサポートするためのプログラムである「ストックホルム・スクール・オブ・アントレプレナーシップ」（Stockholm School of Entrepreneurship）を市内の5つの大学（ストックホルム大学、カロリンスカ研究所、ストックホルム音楽大学、コンストファック、ストックホルム商科大学）と協同で開講している。

## キャンパス
本部キャンパスは、エステルマルム地区に所在している。また、シスタ地区には“Electrum”と呼称するIT特化キャンパスがあり、フーディンゲ市やハーニンゲ市、セーデルテリエ市などにもキャンパスが置かれている。
現在の本部キャンパスの建物は、エリック・ラーレルシュテットによって1917年に建てられたものである。

## 留学生・国際交流・協定
約200のヨーロッパの大学とエラスムス協定によって、学生交流協定を結んでおり、約60の交流協定校を持つ。協定は大学間で結ばれる場合と、学部・学科・プログラム間で結ばれるものがある。これらの協定大学からの交換留学生は毎年1000名を超え、さらに、正規修士課程プログラムには約1500人の留学生が毎年入学している。特に中国、インドからの留学生が多く、次に欧米諸国からの留学生が多い。
KTHの主要な協定校は以下の通りである。

### ヨーロッパ
- リーズ大学
- エコール・ポリテクニーク
- パリ大学
- チューリッヒ工科大学
- スイス連邦工科大学ローザンヌ校
- ベルリン工科大学
- ミュンヘン工科大学
- デルフト工科大学
- アイントホーフェン工科大学
- マドリード工科大学
- バルセロナ大学

### 北米
- パデュー大学
- スタンフォード大学
- イリノイ大学アーバナ・シャンペーン校
- テキサス大学オースティン校
- ワシントン大学
- モントリオール理工科大学
- マックマスター大学
- オタワ大学

### アジア
- 東北大学
- 京都大学
- 東京大学
- 東京工業大学
- シンガポール国立大学
- 南洋理工大学
- シンガポールマネージメント大学
- 北京大学
- 清華大学
- 浙江大学
- 香港中文大学
- 香港科技大学
- ソウル大学校
- KAIST

### オセアニア
- メルボルン大学
- シドニー大学
- クイーンズランド大学
- シドニー工科大学
- RMIT大学

KTHの所属する教育団体・連盟を以下に記載する。
- EUA（和名：ヨーロッパ大学協会）
- EIT(英語版)
- CLUSTER（英語版）
- CESAER（英語版）
- T.I.M.E. association（英語版）
- PEGASUS（英語版）
- ESDP（和名：ESDPネットワーク）
- NORDTEK
- Nordic Five Tech
- UNITE!

## 日本との関係
日本の12の大学と交換留学協定を結んでいる。大学の内訳は北海道大学、東北大学、東京大学、名古屋大学、京都大学、大阪大学、九州大学、東京工業大学、慶應義塾大学、早稲田大学、東京都市大学、芝浦工業大学である。日本からは毎年30名程度の留学生がKTHへ派遣されているが、日本人の正規学生は数名程度である。

## 著名な関係者

### 卒業生
- イマヌエル・ノーベル（英語版）（発明家）
- サロモン・アウグスト・アンドレー（探検家、北極探検家）
- グスタフ・ラーソン（ボルボ・カーズ創業者）
- ニクラス・ゼンストローム（起業家、Skype共同創業者）
- アーンスト・アレキサンダーソン（発明家、エジソンメダル受賞者）
- ジョー・アームストロング（計算機科学者、Erlang共同設計者）
- クット・アッテルベリ（作曲家）
- クリステル・フォーグレサング（宇宙飛行士）
- ドルフ・ラングレン（俳優）
- Daniel Ek（英語版）（中退）（Spotifyの主開発者）
- ワロッディ・ワイブル（技師、科学者、数学者）
- 塩見淳一郎（工学者、東京大学教授）

### 教職員
- ハンス・アルヴェーン（地球物理学者・物理学者、ノーベル物理学賞受賞者）
- カイ・シーグバーン（物理学者、ノーベル物理学賞受賞者）
- レンナルト・カルレソン（数学者、アーベル賞受賞者）
- スタニスラフ・スミルノフ（数学者、フィールズ賞受賞者）
- グンナール・アスプルンド（建築家）